# اچ‌ام‌اس گوادلوپ (۱۷۶۳)
اچ‌ام‌اس گوادلوپ (۱۷۶۳) (به انگلیسی: HMS Guadeloupe (1763)) یک کشتی است که طول آن ۱۱۸ فوت ۴ اینچ (۳۶٫۱ متر) می‌باشد. این کشتی در سال ۱۷۶۳ ساخته شد.